# Cinnamomum saxatile
Cinnamomum saxatile H.W.Li – gatunek rośliny z rodziny wawrzynowatych (Lauraceae Juss.). Występuje naturalnie w południowych Chinach – w południowo-wschodniej części Junnanu, Kuejczou oraz w regionie autonomicznym Kuangsi. 

## Morfologia
PokrójZimozielone drzewo dorastające do 15 m wysokości. Gałęzie są bezwłose i szorstkie.
LiścieNaprzemianległe lub prawie naprzeciwległe. Mają kształt od podłużnego do podłużnie owalnego. Mierzą 5–13 cm długości oraz 2–5 cm szerokości. Są nagie, mniej lub bardziej skórzaste. Nasada liścia jest ucięta, asymetryczna. Blaszka liściowa jest o krótko spiczastym wierzchołku. Ogonek liściowy jest nagi i dorasta do 5–15 mm długości.
KwiatySą niepozorne, obupłciowe, zebrane 6–15 w rozgałęzione wiechy o owłosionych i brązowych osiach, rozwijają się prawie na szczytach pędów. Kwiatostany dorastają do 3–6 cm długości, podczas gdy pojedyncze kwiaty mają długość 5 mm. Są owłosione i mają zieloną barwę.

## Biologia i ekologia
Rośnie w lasach oraz zaroślach. Występuje na wysokości od 600 do 1500 m n.p.m. Kwitnie od kwietnia do października, natomiast owoce dojrzewają w październiku.